# Dahomey francés
La colonia de Dahomey fue una antigua colonia y luego territorio de ultramar francés ubicado en el oeste de África. Formó parte de la federación del África Occidental Francesa desde 1894 hasta 1960. Después de la Segunda Guerra Mundial y con la creación de la Cuarta República francesa en 1947, Dahomey se convirtió en parte de la Unión Francesa con una mayor autonomía. El 11 de diciembre de 1958 se estableció la Quinta República francesa y a través de ella la Unión Francesa se transformó en la Comunidad Francesa. La colonia se convirtió entonces en la República de Dahomey, y dos años más tarde, el 1 de agosto de 1960, obtuvo la independencia completa (y en 1975 cambió su nombre por el de Benín).

## Historia
Durante el siglo XIII, el pueblo indígena de Edo de la zona oeste del río Níger estaban gobernados por un grupo de caciques locales, pero en el siglo XV un solo gobernante conocido como Oba había afirmado su control en el área. Bajo la dinastía establecida por Ewuare el Grande, el más famoso de los Obas, Benín amplió su territorio y anexó la región próxima al delta del río Níger, en lo que hoy es la ciudad nigeriana de Lagos. Los Obas trajeron gran prosperidad y un estado altamente organizado a la región de Benín. También establecieron buenas relaciones y un extenso comercio de esclavos con los portugueses y holandeses que llegaron desde el siglo XV en adelante.
La caída de los obas comenzó en el siglo XVIII, cuando una serie de luchas internas por el poder comenzó y duró hasta el siglo XIX, allanando el camino para la toma del poder francés y la colonización del país en 1872. En 1904, el territorio fue incorporado al África Occidental Francesa como el nombre de Dahomey.
Bajo los franceses se construyó el puerto de Cotonú, y fueron construidos ferrocarriles hacia el interior. Se instalaron también varias misiones católicas. En 1946, Dahomey se convirtió en un territorio de ultramar con su propio parlamento y representación en la Asamblea Nacional Francesa; y el 4 de diciembre de 1958, se convirtió en la República de Dahomey, de autogobierno dentro de la Comunidad Francesa.
El 1 de agosto de 1960, la República de Dahomey obtuvo la independencia completa de Francia. El primer presidente fue Hubert Maga, que llevaba el título primer ministro durante el año previo en el cual el país estaba aún bajo el dominio francés.